# Lunda landskommun, Uppland
För landskommunen med detta namn i Södermanland, se Lunda landskommun, Södermanland.
Lunda landskommun var en tidigare kommun i Stockholms län. 

## Administrativ historik
Landskommunen bildades 1863 ur Lunda socken i Seminghundra härad i Uppland. Vid kommunreformen 1952 uppgick denna landskommun i Skepptuna landskommun som upplöstes 1967 då denna del uppgick i Märsta landskommun som 1971 uppgick i Sigtuna kommun.